# Saint-Nicodème
Saint-Nicodème (bretonisch Sant-Nigouden) ist eine französische Gemeinde mit 168 Einwohnern (Stand: 1. Januar 2022) im Département Côtes-d’Armor in der Region Bretagne. Sie gehört zum Arrondissement Guingamp und zum Kanton Callac. Die Einwohner werden Nicodémois(es) genannt.

## Geographie
Saint-Nicodème liegt etwa 46 Kilometer südwestlich von Saint-Brieuc. An der südlichen Gemeindegrenze verläuft das Flüsschen Corong.

## Bevölkerungsentwicklung
| Jahr                       | 1872 | 1901 | 1906 | 1921 | 1962 | 1968 | 1975 | 1982 | 1990 | 1999 | 2006 | 2012 | 2020 |
| Einwohner                  | 603  | 609  | 697  | 730  | 356  | 316  | 274  | 226  | 209  | 168  | 156  | 171  | 180  |
| Quellen: Cassini und INSEE |      |      |      |      |      |      |      |      |      |      |      |      |      |

## Sehenswürdigkeiten
Siehe: Liste der Monuments historiques in Saint-Nicodème